# Mantisalca
Mantisalca is een geslacht uit de composietenfamilie (Asteraceae). De soorten komen voor in Macaronesië en het Middellandse Zeegebied.

## Soorten
- Mantisalca amberboides (Caball.) Maire
- Mantisalca cabezudoi E.Ruíz & Devesa
- Mantisalca delestrii Briq. & Cavill.
- Mantisalca duriaei (Spach) Briq. & Cavill.
- Mantisalca salmantica (L.) Briq. & Cavill.
- Mantisalca spinulosa (Rouy) E.Ruíz & Devesa

## Hybriden
- Mantisalca × castroviejoi E.Ruíz & Devesa